# Carson (Oregon)
Carson az Amerikai Egyesült Államok északnyugati részén, Oregon állam Baker megyéjében, az Oregon Route 413 mentén elhelyezkedő önkormányzat nélküli település, a Pine-völgy első helysége. 1940-ben lakossága 90 fő volt.
Tom Corson 1870-ben telepedett le a térségben. Szomszédai Carsonnak hívták; a Pine-patak mellékágát és a közeli fűrésztelepet is róla nevezték el. A posta 1893-tól 1952-ig működött.

## Fordítás
- Ez a szócikk részben vagy egészben  a   Carson, Oregon című angol Wikipédia-szócikk ezen változatának fordításán alapul.  Az eredeti cikk szerkesztőit annak laptörténete sorolja fel. Ez a jelzés csupán a megfogalmazás eredetét és a szerzői jogokat jelzi, nem szolgál a cikkben szereplő információk forrásmegjelöléseként.